# Nash Statesman

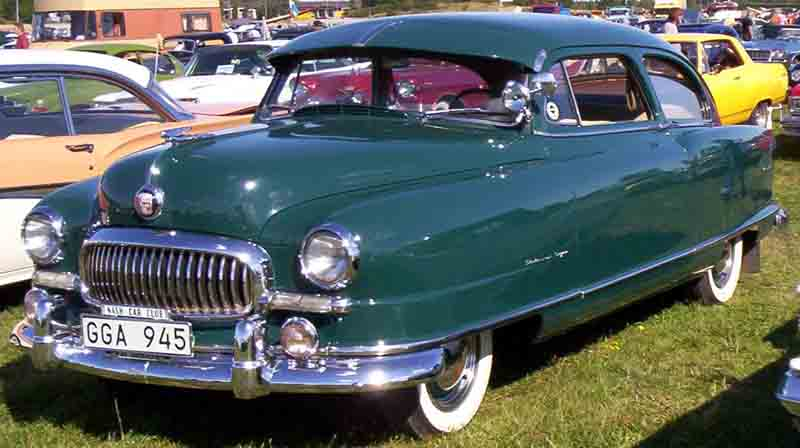
Nash Statesman (1951)

Der Nash Statesman (1950–1956) ist die einfachere Version der beiden wichtigsten Modellreihen von Nash Motors und kostete etwas weniger als der Nash Ambassador. Im Grunde handelte es sich nur um einen umbenannten Nash 600 Airflyte.
Obwohl der Innenraum des Statesman dem des Ambassador ähnelte, waren die Polster- und Ausstattungsmaterialien einfacher gestaltet und preiswerter. 
Der mechanische Unterschied gegenüber dem Ambassador bestand in einem deutlich kürzeren Radstand, was einem kürzeren Vorderwagen geschuldet war. Daher waren die vorderen Kotflügel und Motorhauben der beiden Fahrzeuge nicht gleich. Von der A-Säule nach hinten allerdings entsprachen sich beide Modelle.
Der Motor des Statesman basierte auf dem kräftigen und zuverlässigen, jahrzehntealten Nash „Light-Six“-Motor mit „L-Head“ (stehende Ventile), der in den 1920er Jahren konstruiert wurde und im Nash LaFayette und Nash 600 bis in die 1940er Jahre überlebte. Bemerkenswert an dieser Konstruktion waren die im Block eingegossenen Ansaug- und Auspuffkrümmer. Da der Statesman so leicht war, berichteten Tester wie Kunden von einem bemerkenswert niedrigen Benzinverbrauch. 
Die Nash-Statesman-Modelle wurden in drei Untermodellreihen angeboten: Die obere war der Statesman Custom, die Einstiegsvariante der Statesman Super. Die dritte Reihe war ein Modell für Fahrzeugflotten, das meistens von Firmen oder Behörden bestellt wurde.
Die letzten Statesman-Modelle wurden im August 1956 gebaut; alle Nash-Modelle von 1957 hießen Ambassador.